# Šavnik
Šavnik (en serbocroata: Шавник) es una ciudad situada en el centro-oeste de la República de Montenegro. Es además la capital del municipio homónimo.

## Población y Geografía
Según el censo de 2003 tenía una población de 570 personas, con lo que la densidad poblacional de esta ciudad es de 5,3 habitantes/ km².

## Historia
Šavnik es relativamente nuevo, fue fundado en 1861. Se pobló con inmigrantes de otras partes de Montenegro, en su mayoría artesanos, de los que tenían necesidad los granjeros locales. El pueblo en seguida se convirtió en centro de referencia para la región de Drobnjaci , y se le dotó de oficina de correos, escuela, juzgado de primera instancia, y un destacamento militar.
La industrialización durante la época de Yugoslavia obvió a Šavnik, al igual que las conexiones ferroviarias o carreteras de importancia, así que la actividad económica del pueblo se estancó. La población de todo el municipio de Šavnik disminuye lenta pero continuamente desde entonces. La mayoría de sus residentes están emigrando a Nikšić y al sur de Montenegro.
La futura carretera Risan - Nikšić - Šavnik - Žabljak, y la proximidad de Žabljak, centro turístico de montaña de Montenegro, podría mejorar las expectativas económicas de Šavnik.